# Touissit
Touissit (àrab: تويسيت, Twīsīt; amazic: ⵜⵡⵉⵙⵉⵜ) és un municipi de la província de Jerada, a la regió de L'Oriental, al Marroc. Segons el cens de 2014 tenia una població total de 3.137 persones.
El districte de Touissit-Bou Beker és el districte minaire més important del nord d'Àfrica del tipus de la vall del Mississipi. Touissit-Bou Beker és força conegut entre els prospectors de minerals pels seus jaciments d'anglesita, cerussita, atzurita, vanadinita i altres minerals.